# Ummidia zebrina
Espèce
Synonymes
- Pachylomerus zebrinus F. O. Pickard-Cambridge, 1897

Ummidia zebrina est une espèce d'araignées mygalomorphes de la famille des Halonoproctidae.

## Distribution
Cette espèce se rencontre au Guatemala et au Mexique au Chiapas,.

## Description
Le mâle holotype mesure 10 mm.

## Systématique et taxinomie
Cette espèce a été décrite sous le protonyme Pachylomerus zebrinus par F. O. Pickard-Cambridge en 1897. Elle est placée dans le genre Pachylomerides par Strand en 1934 puis dans le genre Ummidia par Roewer en 1955.

## Publication originale
- F. O. Pickard-Cambridge, 1897 : « Arachnida - Araneida and Opiliones. » Biologia Centrali-Americana, Zoology, vol. 2, p. 1-40 (texte intégral).